# Modì
Modì (ofwel Modì, Three Days on the Wing of Madness) is een Brits-Italiaans-Hongaarse biografische dramafilm uit 2024, geregisseerd door Johnny Depp, naar een scenario van Jerzy en Mary Kromolowski, gebaseerd op het toneelstuk Modigliani van Dennis McIntyre. De film is gebaseerd op het leven van de Italiaanse kunstenaar Amedeo Modigliani. De hoofdrol wordt vertolkt door Riccardo Scamarcio.

## Verhaal
De film volgt gedurende twee chaotische dagen de Boheemse Italiaanse kunstenaar Amedeo Modigliani, bij zijn vrienden bekend als "Modì", die in Parijs woont en op de vlucht is voor de politie. Zijn verlangen om zijn carrière te beëindigen en de stad te verlaten wordt afgewezen door zijn mede-Bohemiens: de Franse kunstenaar Maurice Utrillo, de in Wit-Rusland geboren Chaïm Soutine en zijn Engelse muze Beatrice Hastings. Modì vraagt advies aan zijn Poolse kunsthandelaar en vriend Léopold Zborowski, maar de chaos bereikt een crescendo wanneer hij wordt geconfronteerd met een verzamelaar die zijn leven kan veranderen.

## Rolverdeling
| Acteur             | Personage             |
| ------------------ | --------------------- |
| Riccardo Scamarcio | Amedeo Modigliani     |
| Antonia Desplat    | Beatrice Hastings     |
| Bruno Gouery       | Maurice Utrillo       |
| Ryan McParland     | Chaïm Soutine         |
| Stephen Graham     | Léopold Zborowski     |
| Luisa Ranieri      | Rosalie Tobia         |
| Sally Phillips     | vrouw van de generaal |
| Benjamin Lavernhe  | Monsieur Petit        |
| Al Pacino          | Maurice Gangnat       |

## Productie
Eind jaren 1970 kwam Al Pacino voor het eerst op het idee om een biopic over Amedeo Modigliani te maken, gebaseerd op het toneelstuk Modigliani van Dennis McIntyre. De Amerikaanse filmproducent Keith Barish kocht de rechten voor het stuk voor £ 100.000 en gaf Pacino de volledige creatieve controle. Pacino vloog vervolgens met Richard Price naar Parijs om te beginnen met het schrijven van het script, waarbij hij het stuk als basis voor de film gebruikte. Aanvankelijk werd het script in 1979 aan de Amerikaanse filmmaker Francis Ford Coppola gegeven om te regisseren, met Bernardo Bertolucci en Martin Scorsese als respectievelijk de tweede en derde keuze voor Pacino. Nadat Coppola hem had afgewezen, presenteerde Pacino het script aan Scorsese, die ervan onder de indruk was. De twee mannen hadden in de jaren 1980 grote moeite met het produceren van de film, omdat de studio's de film niet wilden financieren.
Mick Davis schreef in de jaren negentig een script voor Modigliani en stuurde het naar Scorsese die het een van de beste scenario's vond die hij ooit had gelezen. Al Pacino en 20th Century Studios ontvingen het scenario niet lang daarna en waren blij mee, maar stelde Davis voor om de nieuwe versie van het script te combineren met de vroege versie. Pacino werd op dat moment beschouwd als de regisseur, waarbij Johnny Depp in aanmerking kwam voor de hoofdrol van Modigliani. Davis, die niet tevreden was met het idee om de twee versies van het script te combineren, besloot in 2004 zijn eigen versie van de film te maken.
In augustus 2022 werd aangekondigd dat Johnny Depp de film over Amedeo Modigliani zou regisseren en produceren, in coproductie met Al Pacino en Barry Navidi. Het scenario werd geschreven door Jerzy en Mary Kromolowski en is gebaseerd op het toneelstuk van Dennis McIntyre.
In mei 2023 werd aangekondigd dat de film Modì zou heten en dat Riccardo Scamarcio en Pierre Niney de hoofdrollen kregen als respectievelijk Amedeo Modigliani en Maurice Utrillo, terwijl Al Pacino werd gecast als Gangnat. De distributierechten werden in mei 2023 op de Marché du Film in Cannes verkocht aan The Veterans. In september 2023 moest Pierre Niney de film verlaten vanwege planningsconflicten, terwijl Luisa Ranieri, Antonia Desplat, Stephen Graham, Bruno Gouery, Ryan McParland, Benjamin Lavernhe en Sally Phillips zich bij de cast voegden.

### Filmopnames
De filmopnames gingen in september 2023 van start in Boedapest, Hongarije. In januari 2024 werden de scènes waarin Al Pacino te zien is, opgenomen in Los Angeles. Extra opnames vonden plaats in Turijn, Italië, op 20 en 21 februari 2024.

## Release en ontvangst
Modì ging op 24 september 2024 in première op het Internationaal filmfestival van San Sebastián buiten competitie. De film werd door het publiek in het algemeen goed onthaald en kreeg na de vertoning een minutenlange staande ovatie.